# 워크 투 리멤버
《워크 투 리멤버》(영어: A Walk to Remember)는 미국에서 제작된 애덤 섕크먼 감독의 2002년 성장 로맨틱 드라마 영화이다. 니컬러스 스파크스가 1999년에 펴낸 동명 소설 "기억 속으로 걷기"(A Walk to Remember)에 기반하였다. 셰인 웨스트, 맨디 무어 등이 출연하였고, 데니즈 디노비 등이 제작에 참여하였다.

## 출연
- 셰인 웨스트
- 맨디 무어
- 피터 카이오티
- 대릴 해나
- 로런 저먼
- 클레인 크로퍼드
- 파스 데라우에르타
- 앨 톰프슨

## 기타 제작진
- 배역: 메리 게일 아츠, 바버라 코언
- 미술·의상: 더글러스 홀